# Зволенський замок
Зволенський замок (словац. Zvolenský zámok) — замок у Словаччині.

## Місцезнаходження
У центрі Зволена.

## Історія
Побудований Людовиком I Великим в 1360—1382 роки за проектом італійських архітекторів. У XV—XVI століттях розширювався і перебудовувався. Замок ніколи не було взято. В наш час[коли?] в замку розташовується Словацька національна галерея.

## Світлини замку

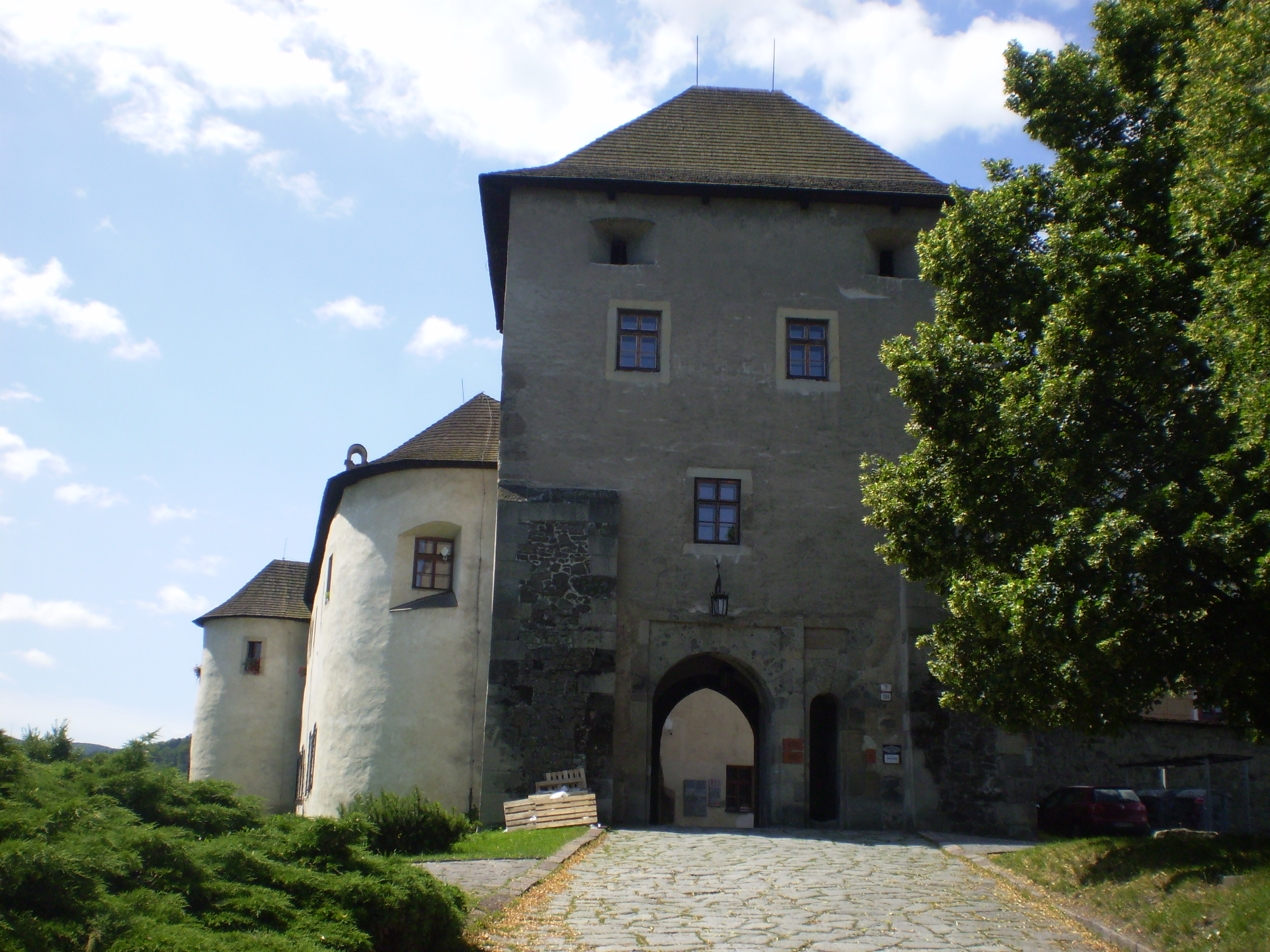
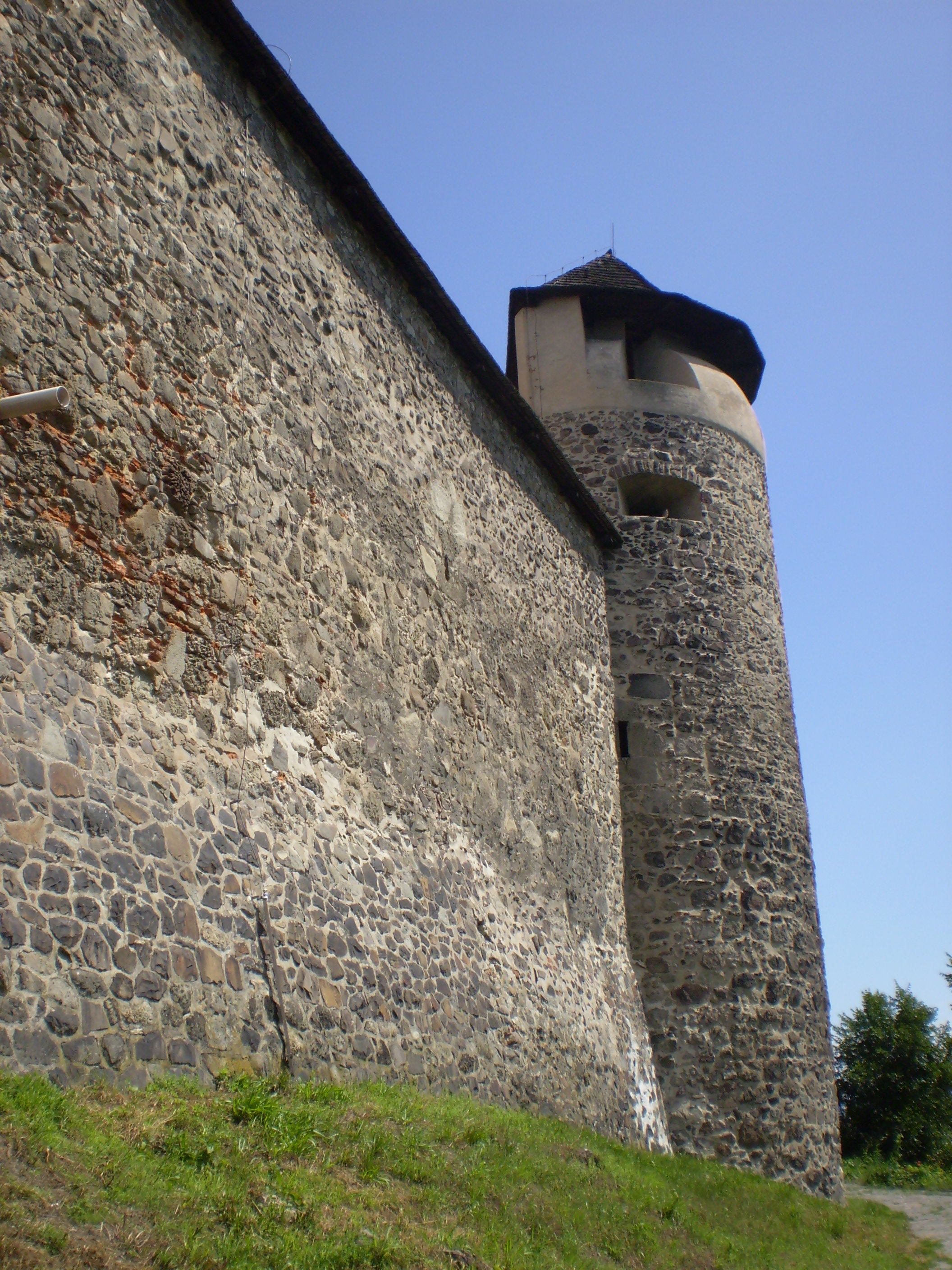
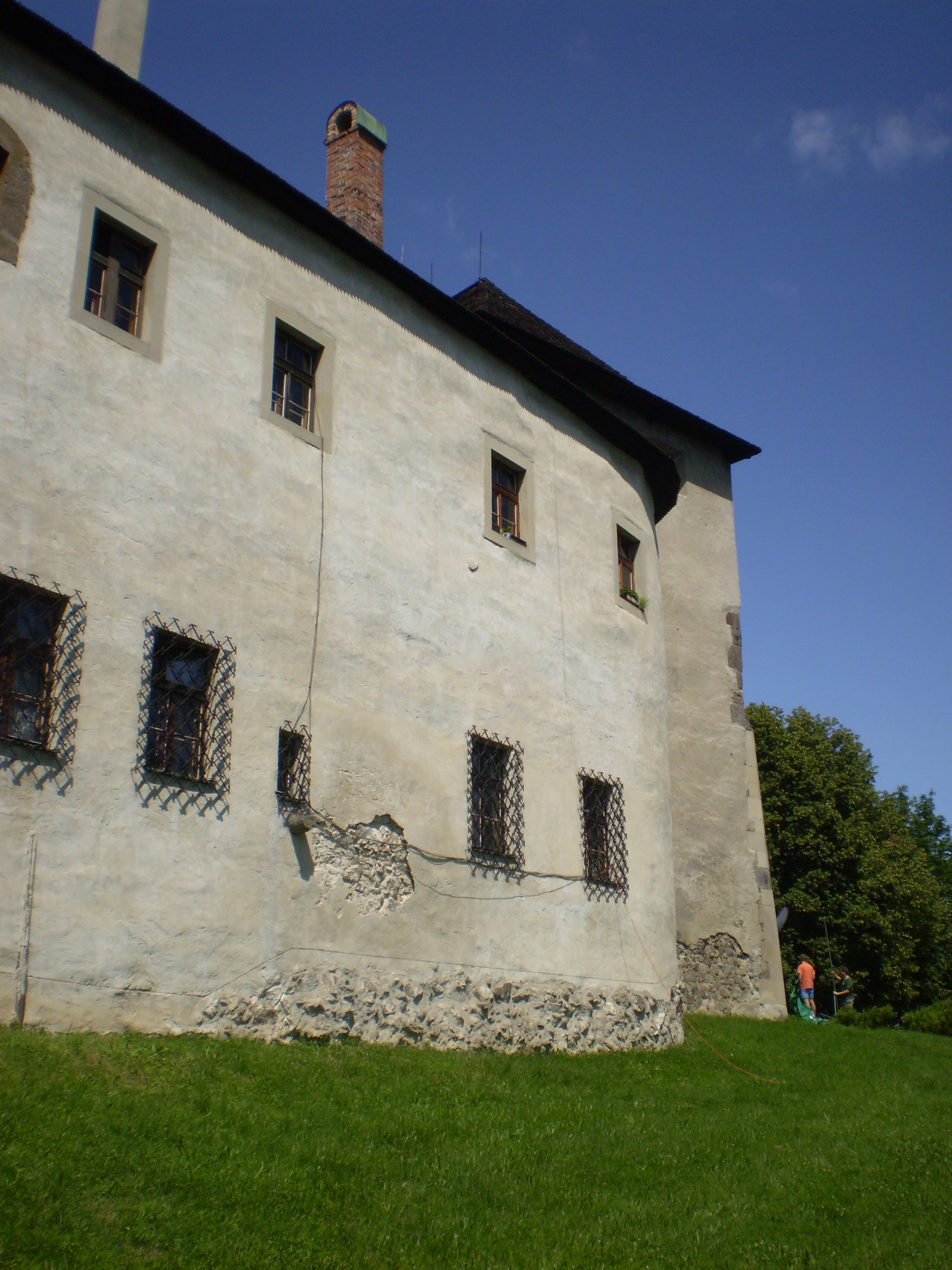
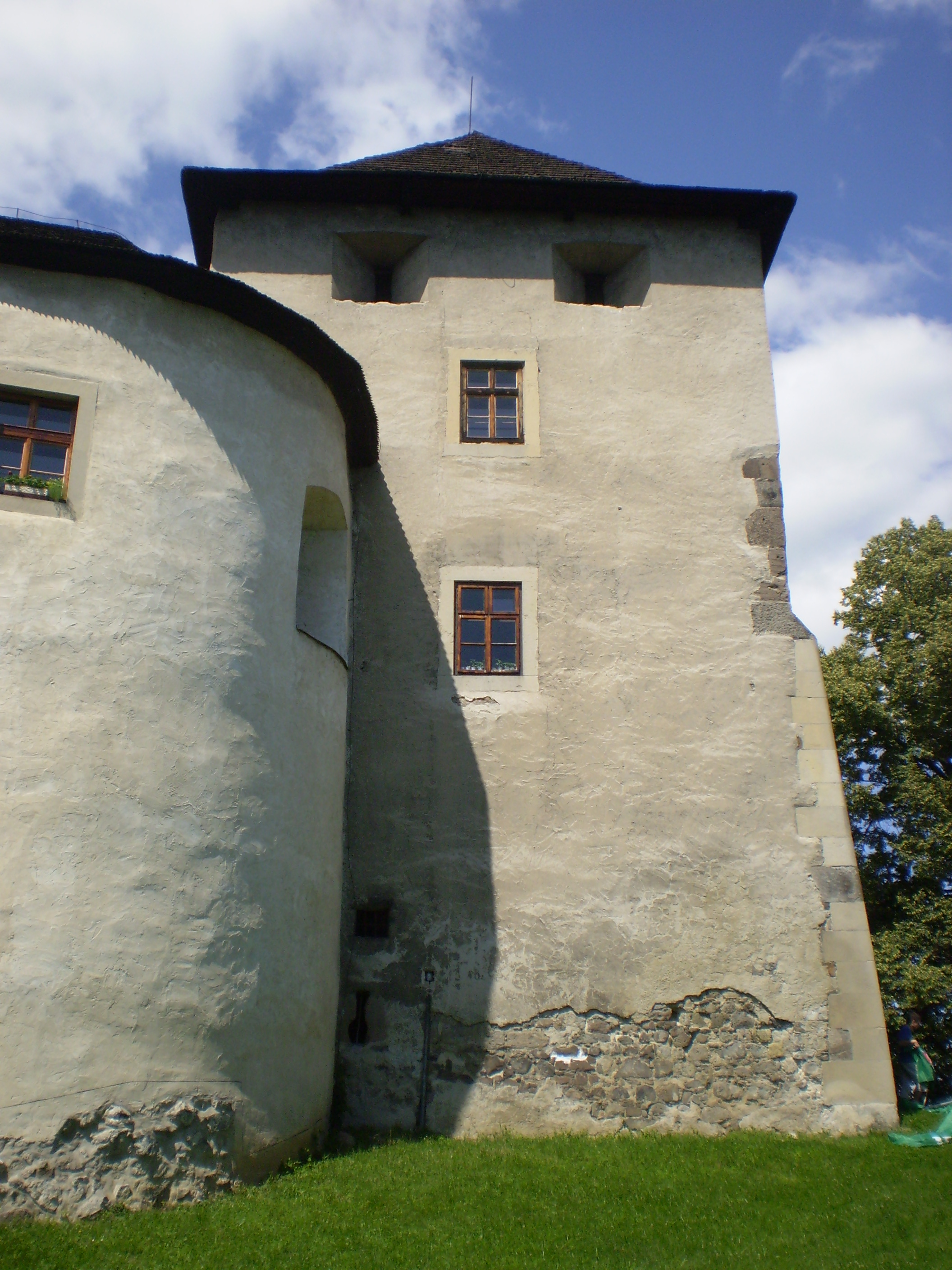
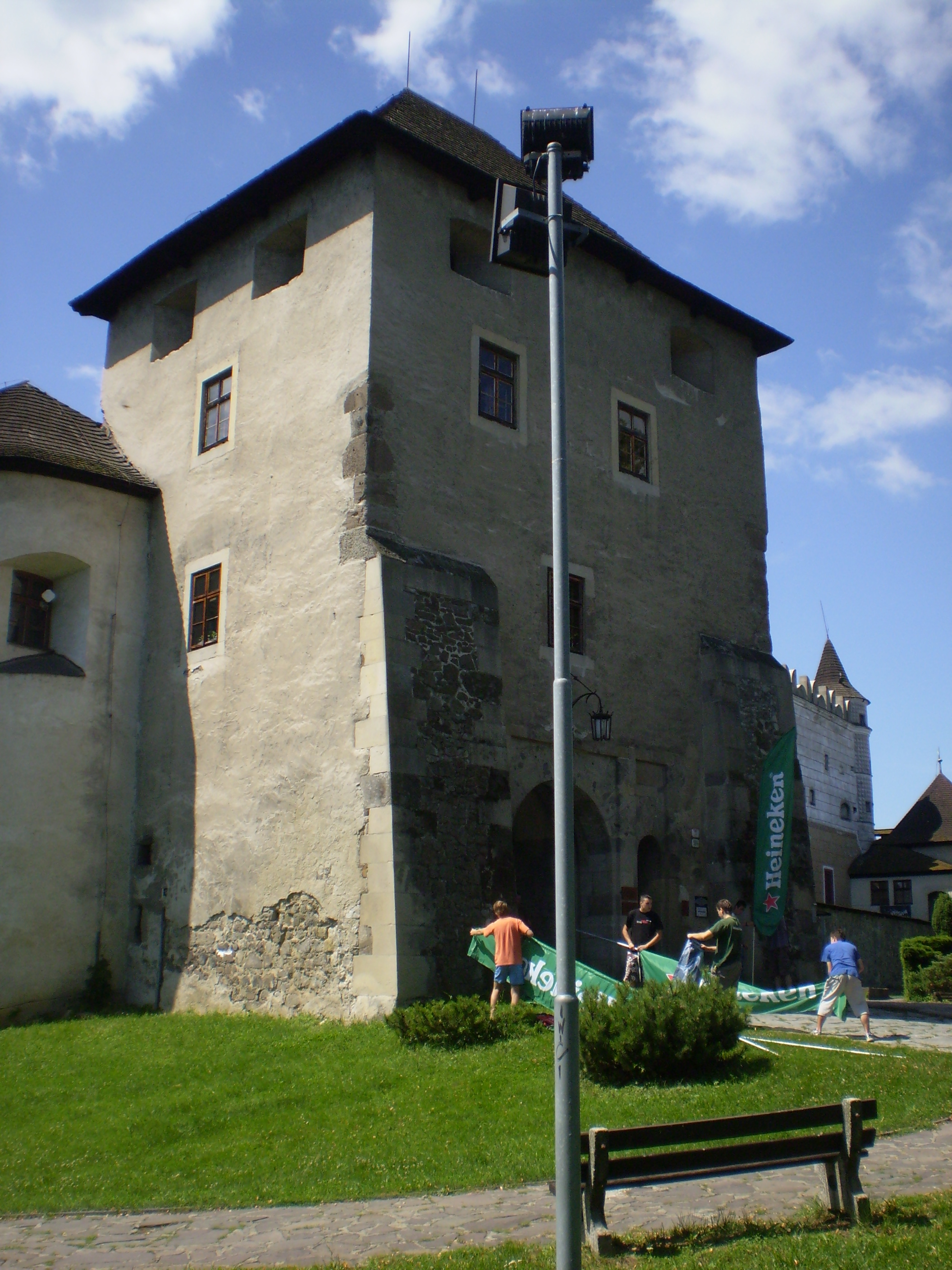